# Croaghaun/Slievemore SAC
Croaghaun/Slievemore SAC este o arie protejată (arie specială de conservare — SAC, sit de importanță comunitară — SCI) din Irlanda întinsă pe o suprafață de 3.484,37 ha, integral pe uscat.

## Localizare
Centrul sitului Croaghaun/Slievemore SAC este situat la coordonatele 53°59′42″N 10°08′08″W / 53.994992°N 10.135495°V.

## Înființare
Situl Croaghaun/Slievemore SAC a fost declarat sit de importanță comunitară în noiembrie 1997 pentru a proteja 1 specie de animale. Situl a fost protejat și ca arie specială de conservare în martie 2022.

## Biodiversitate
Situată în ecoregiunea atlantică, aria protejată conține 12 habitate naturale: Faleze cu vegetație de pe coastele atlantice și baltice, Ape oligotrofe din câmpii nisipoase, cu un conținut foarte redus de minerale (Littorelletalia uniflorae), Ape stătătoare oligotrofe până la mezotrofe, cu vegetație de Littorelletea uniflorae și/sau de Isoëto-Nanojuncetea, Pajiști umede nord-atlantice cu Erica tetralix, Pajiști umede nord-atlantice cu Erica tetralix, Pajiști uscate europene, Pajiști uscate europene, Pajiști alpine și boreale, Turbării de acoperire (* exclusiv pentru turbării active), Turbării de acoperire (* exclusiv pentru turbării active), Grohotișuri silicioase de la nivelul montan până la nivelul zăpezii (Androsacetalia alpinae și Galeopsietalia ladani), Pante stâncoase silicioase cu vegetație casmofită.
La baza desemnării sitului se află o specie protejată de  păsări: Pyrrhocorax pyrrhocorax.
Pe lângă speciile protejate, pe teritoriul sitului au mai fost identificate 28 de specii de plante.